# Чуня

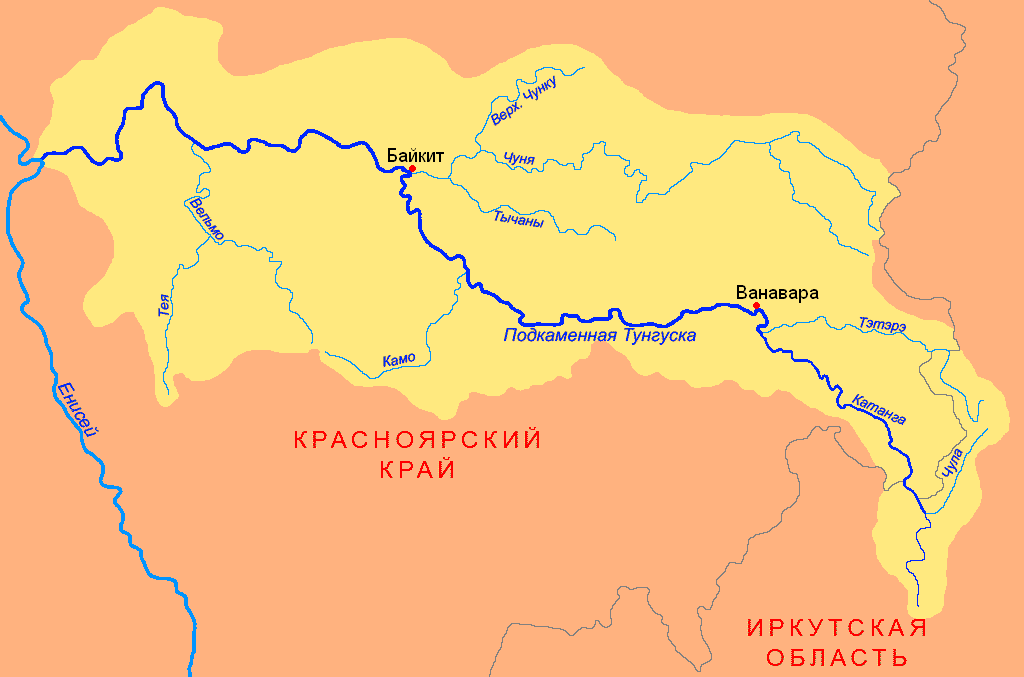
Бассейн Подкаменной Тунгуски

Чуня — река в Сибири, в Красноярском крае России, правый приток Подкаменной Тунгуски.
Длина реки — 727 км, площадь водосборного бассейна — 70 500 км².
Образуется при слиянии рек Южная Чуня и Северная Чуня, протекает по Среднесибирскому плоскогорью.

## Гидрология
Питание снежное и дождевое. Половодье наступает в мае — июне, паводки — летом и в особенности осенью. Средний расход воды составляет 435 м³/сек. Покрывается льдом в октябре, вскрывается в мае.

## Притоки
Объекты перечислены от устья к истоку. Выделены основные притоки.
- 15 км: Бергима
- 21 км: Огнё
- 28 км: Верхний Даран
- 30 км: Чуняткан
- 42 км: Тычаны (лв)
- 54 км: Уксиктэ
- 63 км: Хорольгокта
- 64 км: Курдукан
- 82 км: Нижняя Чунку (пр)
- 87 км: Датми
- 98 км: Амуткан (Левый Амуткан)
- 113 км: Верхняя Чунку (пр)
- 113 км: Чункинский
- 119 км: Долборонгкит
- 133 км: Далимакит (Левый Далимакит)
- 134 км: Паногна
- 155 км: Арбакупчу
- 159 км: Амуткан
- 174 км: Бирамба
- 180 км: Майгунна
- 189 км: Сунгтапчу
- 191 км: Сунгтапчу
- 204 км: Огнё
- 215 км: Майгунна
- 223 км: Хаинна
- 229 км: Агэн (Левый Агэн)
- 243 км: Паимбу (пр)
- 296 км: Нижняя Аякта
- 302 км: Янгото
- 305 км: Укикиткон
- 307 км: Леме
- 325 км: Нижний Дясмакит
- 336 км: Средний Дясмакит
- 346 км: Дюрдаптутари
- 361 км: Верхний Дясмакит
- 368 км: Тэтэннэ (Правый Тэтэннэ)
- 402 км: Ёроба
- 410 км: Самнгитмакит
- 415 км: Нижний Горбилок
- 426 км: Чамбэкан
- 430 км: Сунгтапчу
- 451 км: Саняри
- 478 км: Верхний Горбилок
- 497 км: Ядули
- 507 км: Нижний Боригуль
- 509 км: Верхний Боригуль
- 518 км: Ведэя
- 529 км: Муторай (лв)
- 532 км: Исолонгна
- 547 км: Верхний Хороль
- 548 км: Бираяпчан
- 555 км: Огнё
- 556 км: Кимчу (лв)
- 566 км: Оллочи
- 579 км: Старикан
- 582 км: Хогпе
- 586 км: Лепчин (Левый Лепчин)
- 596 км: Корда
- 618 км: Малый Шакшакан
- 619 км: Болый Шакшакан
- 626 км: Правый Хошо
- 634 км: Хой
- 647 км: Ямбун
- 649 км: Детуле
- 658 км: Яко
- 666 км: Янченбо
- 673 км: Нижний Акукан (Средний Акукан)
- 675 км: Верхний Акукан
- 678 км: Огнё
- 682 км: Эске
- 685 км: Унта
- 690 км: Вотакит (Левый Вотакит)
- 710 км: Моподей (Большой Моподей, Правый Моподей)
- 721 км: Умотки
- 722 км: Бурушель
- 727 км: Северная Чуня
- 727 км: Южная Чуня